# Djurgårdens IF Fotboll 1906
Djurgårdens IF Fotboll spelade i dåvarande Stockholmsserien, klass 1 1906. Man förlorade finalen med 4-3 mot Örgryte IS inför 3800 åskådare på Idrottsparken i Stockholm. 